# FC Pannenhoeve
FC Pannenhoeve was een Belgische voetbalclub uit Westerlo. De club sloot in 1972 aan bij de KBVB met stamnummer 7730. 
In 1977 nam de club ontslag uit de KBVB.

## Geschiedenis
FC Pannenhoeve werd in 1970 opgericht en sloot twee jaar later aan bij de KBVB.
De club was van een erg bescheiden niveau en speelde tussen 1972 en 1976 vier seizoenen in Vierde Provinciale.
In die vier seizoenen werden slechts drie wedstrijden gewonnen. 
In 1974-1975 werd geen enkel punt behaald. 
Men nam niet meer aan de competitie deel in het seizoen 1976-1977 en in februari 1977 nam de club ontslag uit de KBVB.